# Albert Kázmér szász–tescheni herceg
Albert Kázmér (Moritzburg, Szászország, Szent Római Birodalom, 1738. július 11. – Bécs, Ausztria, Osztrák Császárság, 1822. február 10.), a Wettin-ház Albert-ágából származó szász választófejedelmi és lengyel királyi herceg, 1765-től Teschen hercege, 1765 és 1780 között Magyarország császári helytartója, valamint 1780 és 1792 között az Osztrák Németalföld kormányzója felesége, Mária Krisztina főhercegnő mellett. Jelentős művészetpártolóként és műgyűjtőként, a világ legnagyobb grafikai gyűjteményének, a bécsi Albertina Múzeum megalapítója.

## Élete

### Származása, testvérei

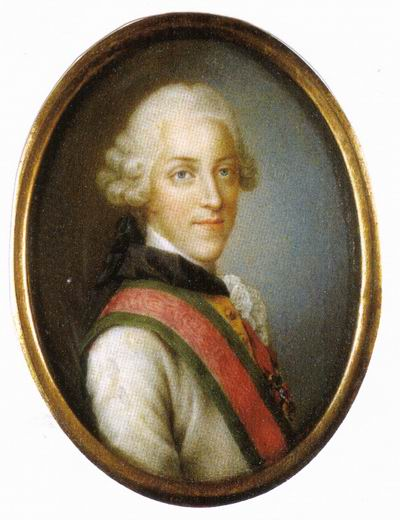
Az ifjú Albert Kázmér herceg

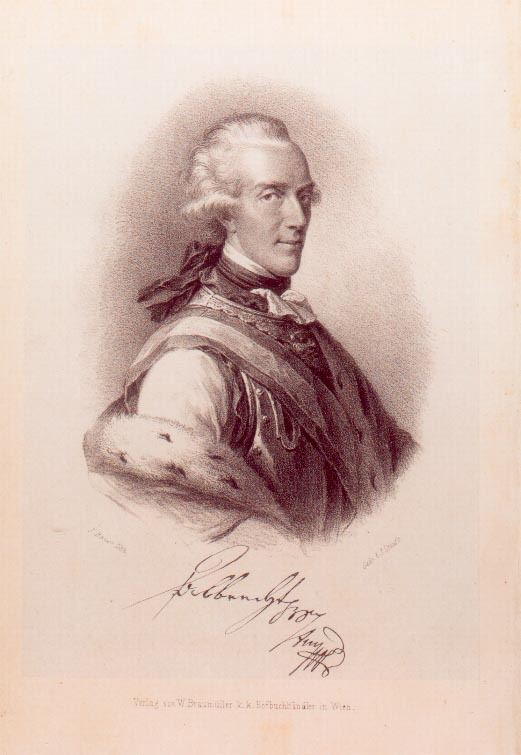
Albert Kázmér szász–tescheni herceg

Albert Kázmér szász herceg 1738. július 11-én született a Drezda melletti moritzburgi kastélyban. Édesapja a Wettin-ház Albert-ágából való III. Ágost lengyel király és Litvánia nagyhercege (1696–1763) volt, II. Ágost lengyel királynak (Erős Ágost, 1670–1733) és Christiane Eberhardine von Brandenburg-Bayreuth porosz hercegnőnek (1671–1727), címzetes lengyel királynénak egyetlen (törvényes) fia, aki II. Frigyes Ágost néven Szászország választófejedelme (Kurfürst von Sachsen) is volt.
Édesanyja a Habsburg-házból származó Mária Jozefa osztrák főhercegnő (1699–1757) volt, I. József német-római császár, magyar és cseh király (1678–1711) és Vilma Amália braunschweig–lüneburgi hercegnő (1673–1742) legidősebb leánya, Mária Terézia főhercegnő, a későbbi császárné unokanővére. Albert Kázmér herceg a lengyel királyi pár egyik legfiatalabb gyermekeként született:
1. Frigyes Ágost Ferenc Xavér (1720–1721), kisgyermekként meghalt.
2. József Ágost Vilmos Frigyes Ferenc Xavér János Nepomuk (1721–1728), gyermekként meghalt.
3. Frigyes Keresztély Lipót János György Ferenc Xavér (1722–1763), aki 1763-ban Szászország választófejedelme lett.
4. Egy halva született leány (*/† 1723)
5. Mária Amália Krisztina Franciska Xaveria Flora Walburga (1724–1760), aki 1738-ban III. Károly spanyol király felesége lett.
6. Mária Margareta Franciska Xaveria (1727–1734), gyermekkorában elhunyt.
7. Mária Anna Zsófia Szabina Angela Franciska Xaveria (1728–1797), aki 1747-ben III. Miksa bajor választófejedelemhez ment  feleségül.
8. Ferenc Xavér Albert Ágost Lajos Benno herceg (1730–1806), Lausitz grófja, Szászország adminisztrátora.
9. Mária Jozefa Karolina (1731-1767), aki 1747-től Lajos dauphinnek (XV. Lajos francia király elsőszülött fiának) felesége, majd XVI. Lajos, XVIII. Lajos és X. Károly francia királyok anyja lett.
10. Károly Krisztián József Ignác Eugén Ferenc Xavér (1733–1796), 1758–1763 között Kurland és Semgallen hercege.
11. Mária Krisztina Anna Terézia Salomea Eulália Franciska Xaveria hercegnő (1735–1782), csillagkeresztes hölgy, a remiremonti hercegi apátság főnökasszonya.
12. Mária Erzsébet Apollónia Kazimira Franciska Xaveria (1736–1818), csillagkeresztes hölgy.
13. Albert Kázmér Ágost Ignác Pius Ferenc Xavér (1738–1822), 1765-től Teschen hercege, 1780–1793 között Németalföld helytartója, aki Mária Krisztina főhercegnőt, Mária Terézia leányát vette feleségül.
14. Klement Vencel Ágost Hubertus Ferenc Xavér (1739–1812), Trier hercegérseke és választófejedelme, Augsburg püspök-fejedelme (Fürstbischof).
15. Mária Kunigunda Dorottya Hedvig Franciska Xaveria Florentina (1740–1826) csillagkeresztes hölgy, Münsterbilsen kanonisszája, Thorn és Essen főapátnője.

Albert Kázmér herceg apja 1733-ban megörökölte az elhunyt nagyapa trónjait: II. Frigyes Ágost néven Szászország választófejedelme, III. Ágost néven Lengyelország királya és Litvánia nagyfejedelme lett. Valamennyi gyermeke felvehette a lengyel királyi herceg(nő)i és szász herceg(nő)i (Kurprinz(essin) von Sachsen) címet. III. Ágost korának egyik leghíresebb művészetpártolója volt. Bőkezű műgyűjtőként jelentős grafikai és festményvagyont halmozott fel. Az államügyek azonban nem nagyon érdekelték. Szabadjára hagyott miniszterei apjának, Erős Ágost királynak erőszakos külpolitikáját erőltették, ezért III. Ágost uralkodása alatt a Szász Választófejedelemség hanyatlásnak indult.

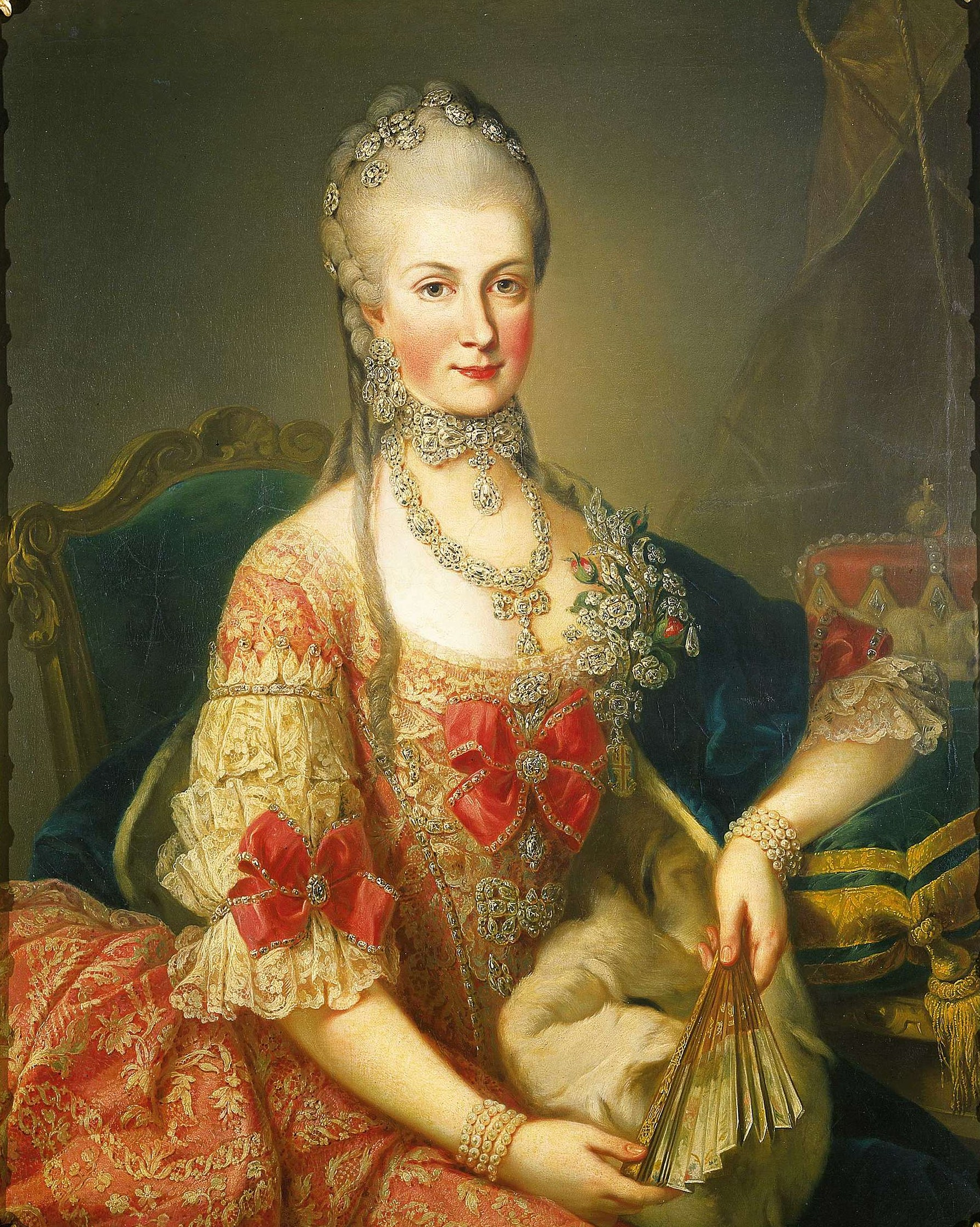
Mária Krisztina főhercegnő

### Házassága
Albert Kázmér herceg, öccsével, Kelemen Vencel herceggel (1739–1812) együtt a császári hadseregben teljesített szolgálatot, lovassági tábornoki rangra jutott, és gyakran megfordult a bécsi udvarban. 1760 körül bemutatták Mária Krisztina főhercegnőnek, I. (Lotaringiai) Ferenc német-római császár (1708–1765) és Mária Terézia császárné, osztrák uralkodó főhercegnő, magyar és cseh királynő (1717–1780) leányának. Egymásba szerettek, de Ferenc császár ellenezte házasságukat, mert Albertnek kevés esélye volt a lengyel királyi vagy a szász választófejedelmi trónöröklésre. A császár az unokaöccséhez, Savoyai Benedekhez, Chablais hercegéhez akarta hozzáadni Mária Krisztinát. Mária Terézia császárné szívesebben kedvezett volna leányának, és –  mint magyar királynő – Albert herceget 1765 végén tábornaggyá léptette elő és kinevezte a Magyar Királyság helytartójává.
Ferenc császár 1765 augusztusában bekövetkezett váratlan halála után Mária Krisztina kierőszakolta a házassági engedélyt anyjától. 1766. április 8-án az alsó-ausztriai Gänserndorf közelében fekvő Schloss Hofban megtartották az esküvőt. A résztvevők gyászruhát viseltek az elhunyt császárért. A menyasszony hozományként megkapta az osztrák Sziléziában fekvő Tescheni Hercegséget. Férje, Albert Kázmér felvehette a Teschen (uralkodó) hercege (Herzog von Teschen) címet. Mivel házassága révén bekerült a Habsburg–Lotaringiai uralkodó családba, megkapta a főhercegi cím viselésének jogát is.
A boldog szerelmi házasságból egyetlen leány született, Mária Terézia Krisztina szász hercegnő (1767. május 16–17.), aki azonban egynapos korában meghalt, a további gyermekáldás elmaradt. 1792-ben, amikor II. Lipót császár (Mária Krisztina főhercegnő öccse), és Mária Ludovika császárné mindketten meghaltak, a gyermektelen hercegi házaspár örökbe fogadta Károly főherceget (1771–1847), az elhunyt Lipót császár egyik árván maradt fiát, Mária Krisztina főhercegnő unokaöccsét. A fiatalembert Bécsben neveltették, később császári tábornaggyá lett.

### Pályafutása
Anyósának, Mária Terézia magyar királynőnek megbízásából Albert Kázmér herceg 1765–1780 között a Magyar Királyság osztrák helytartójaként működött. Székhelye a pozsonyi várban volt, amelyet Mária Terézia másfél millió (akkori) forintért alakíttatott át és rendeztetett be kedvenc leányának. A nyarakat Moson vármegyében, a féltoronyi kastélyban töltötte (ma: Halbturn, Burgenland).
1780-ban, Mária Terézia halála után II. József császár Albert Kázmér herceget nevezte ki az Osztrák Németalföld főkormányzójának, Károly Sándor lotaringiai herceg helyére. (A spanyol örökösödési háborút lezáró békeszerződés értelmében a Spanyolország által birtokolt Dél-Németalföld a Habsburg Birodalom birtokába került). A herceg Brüsszelben felépítette magának a laekeni kastélyt, itt helyezte el híres műgyűjteményét, amelyet részben apjától örökölt, részben maga is jelentősen és folyamatosan gyarapított. A laekeni kastély ma a belga királyi család otthona.

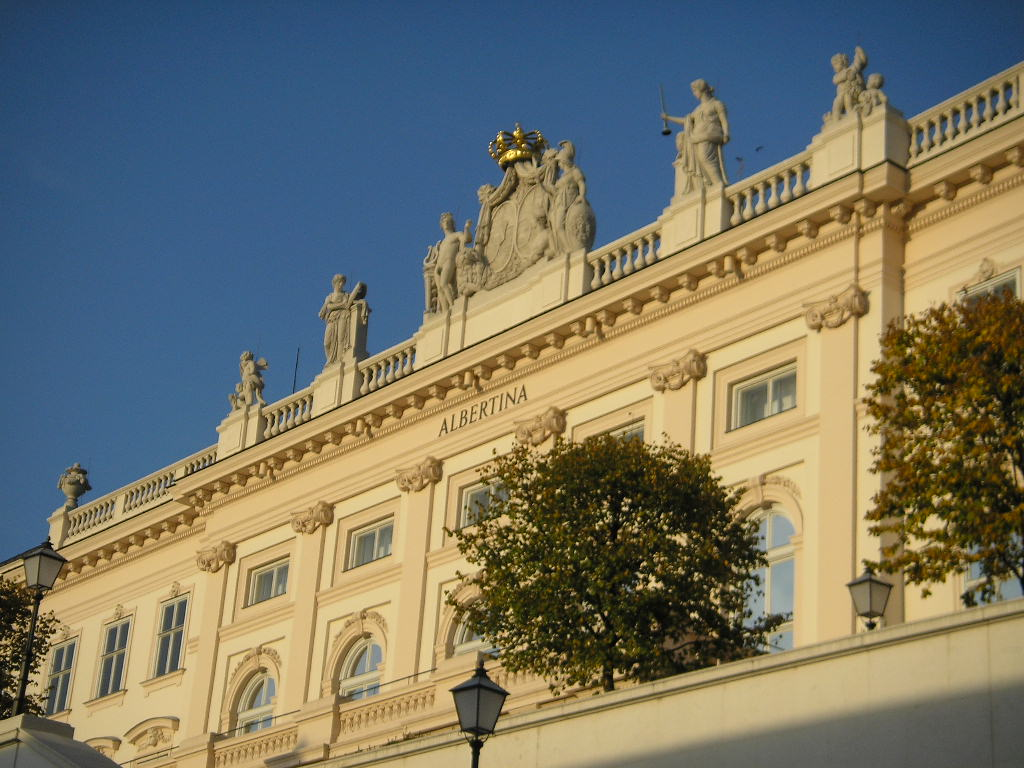
A bécsi Albertina palota.

1789-ben a brabanti forradalom elől átmenetileg távoznia kellett Brüsszelből, de 1790-ben a birodalmi haderő helyreállította a császári hatalmat. 1791-92-ben átmenetileg visszatértek, de 1793-ban a francia forradalmi hadsereg fenyegetése elől végleg távozniuk kellett, a Németalföld francia katonai megszállás alá került. A helytartó és felesége Bécsbe költözött. A belvárosban, a Hofburg szomszédságában megvettek egy palotát, amelyet eredetileg Emanuel Teles Silva-Tarouca épített, ezt Louis Montoyer műépítésszel jelentősen kibővíttettek és átépíttették saját használatukra. A palotát – új tulajdonos nevéről – Albertinának nevezték. A hercegi pár itt lakott, ide menekítették Brüsszelből hajókra rakva Albert Kázmér herceg híres műgyűjteményét is. A műalkotásoknak azonban csak a kétharmada érkezett meg Bécsbe, az egyik szállítóhajó útközben elsüllyedt, rakománya elveszett. A herceg felkérte művészeti tanácsadónak Adam von Bartsch művészettörténészt (1757–1821), a császári grafikai gyűjtemény igazgatóját, a kor legismertebb grafikai szaktekintélyét. Bartsch szakszerű közreműködésével a herceg katalogizálta és rendezte saját hatalmas műgyűjteményét, és további beszerzéseket is eszközölt. Felesége maga is szívesen és tehetségesen rajzolt, keze munkái ma a schönbrunni kastélyban vannak kiállítva.
Mária Krisztina főhercegnő 1798-ban gyomorbetegség (hastífusz) következtében meghalt. A bécsi kapucinusok templomának kriptájában temették el. Albert Kázmér herceg az Ágoston-rendiek bécsi templomában (Augustinerkirche), a Hofburg szomszédságában impozáns síremléket (cenotáfiumot) készíttetett emlékére Antonio Canova olasz szobrásszal.
Kiterjedt birtokainak központjában, az egykori Magyaróvárott létesítette 1818-ban főkormányzója, Wittmann Antal reformkori tudós mezőgazdász javaslatára Európa első, folyamatosan és jelenleg is működő agrár-felsőoktatási tanintézetét, a mai Széchenyi István Egyetem Mezőgazdaság- és Élelmiszertudományi Kar jogelődjét. A Magyaróvári Gazdasági Felsőbb Magántanintézet néven alapított intézmény kezdetben főként Albert Kázmér szász–tescheni herceg birtokai számára képzett kiváló elméleti és gyakorlati tudással felvértezett mezőgazdászokat, azonban az iskola elnevezése ellenére minden tanulni vágyó fiatal előtt nyitva állt. Ennek egyik fő elősegítője maga a felvilágosult herceg volt, aki – mai kifejezéssel – ösztöndíjakat létesített a szegény körülmények közül származó, de tehetséges hallgatók számára, biztosítva az anyagi forrásokat tanulmányaik finanszírozásához. A főhercegi intézet már a kezdeti években gyorsan prosperálni kezdett. Szerepe kihatott egész Közép-Európa mezőgazdaságának fejlődésére: a 35 millió lakosú Habsburg Birodalom egyetlen ilyen jellegű intézeteként az nem csak az államalakulat részeiből, hanem Franciaországtól a korabeli német tartományokon át Törökországig bezárólag a kontinens minden sarkából vonzotta a hallgatókat a mai Mosonmagyaróvárra. Albert Kázmér az általa szignált alapítólevélben biztosította az intézmény folyamatos fenntartását a hatalmas birtok nezsideri udvartelkén megtermelt bevételek allokálásával. Örököseit szintén kötelezte az intézmény további fenntartására, azonban – többek között annak későbbi stratégiai fontossága okán – 1850-ben állami, minisztériumi fennhatóság alá került, így megszűnt magán-tanintézet jellege.
A bellyei uradalom – melyet 1780-ban Mária Terézia a lányának, Mária Krisztina hercegnőnek adományozott, és amit 1804-ben férje, Albert herceg örökölt – ugyancsak az ő kezelésében vált a kor egyik mintauradalmává.

### Halála
Albert Kázmér herceg 1822. február 10-én hunyt el Bécsben. Feleségével együtt a császári család temetkezőhelyén, a bécsi kapucinusok templomában, a Toszkánai-ághoz tartozó családtagok  kriptájában temették el. Vagyonát unokaöccse és fogadott fia, Károly főherceg örökölte. I. Ferenc császár rendeletére Károly főherceg örökölhette Teschen (második) hercegének címét is, a Napóleon elleni sikeres haditetteinek jutalmaként.

## Örökségének későbbi sorsa
A bécsi Albertina palotát és a gyűjteményt Károly főherceg és fia, Albert főherceg tábornagy örökölték. A gyermektelen Albert főherceg elhalt öccsének, Károly Ferdinánd főhercegnek fiait fogadta örökbe, halála után a legidősebb, Frigyes főherceg tábornagy vette át az örökséget és lakta a palotát. 1920-ban az Osztrák Köztársaság kormánya államosította a gyűjteményt és az épületet is. A palota a második világháború brit–amerikai bombázásaiban súlyosan megsérült, csak egy részét építették újjá. A világ legnagyobb grafikai gyűjteménye ma is ebben a palotában látható.

## Kapcsolódó szócikk
- Albertkázmérpuszta

| Albert Kázmér Wettin-ház, alberti ág Született: 1738. július 11. Elhunyt: 1822. február 10. | |                                  |
|                                                                                             | |                                  |
| Előző Lotaringiai Károly Sándor                                                             | Osztrák Németalföld kormányzója 1780. november 29. – 1792. március 1. Társkormányzó: Mária Krisztina | Következő Ausztriai Károly Lajos |